# 三菱・デリカスターワゴン
デリカスターワゴン（DELICA STAR WAGON）は、三菱自動車工業生産・販売していたキャブオーバー型ワンボックスカーである。
日本で製造する国外仕様は2013年をもって終了したが、CMC（中華汽車）は継続して生産・販売をしている。
デリカシリーズでは、それぞれ2代目と3代目の5ナンバー/3ナンバー車が該当する。

## 概要
同社のパジェロと並び、乗用四輪駆動車の先駆け的モデル。多くの日本製ワンボックスカー同様、スターワゴンも基本的には商用車と共通の設計ではあるが、快適装備の追加や見栄えの向上で差別化が図られている。
駆動方式はFRと副変速機付きの4WD、エンジンは自然吸気ガソリンとディーゼルターボが用意されていたが、2代目のディーゼルエンジン車はスペースの都合上インタークーラーが装着できなかったため、Ⅼ系パジェロ中期と同様の85馬力という非常に非力なものであった。2t近い車重による超フロントヘビーの重量配分ゆえにブレーキの効きの悪さ等が指摘されたが、4WDモデルはクロカンワンボックスという独自のカテゴリーであり、類似の機構をもつ車は数少なかったため後継となるデリカスペースギアと同様にアウトドアを好むユーザー層から非常に高い支持があった。ゆえに海外、特に東南アジア諸国では異常なほど高評価を得ており、中古車が多数輸出されている。

## 初代（1979年-1986年）
2代目デリカの乗用モデル
- 1979年6月 - 1975年に生産が終了した初代デリカ1400コーチ/1200コーチの後継車種として登場。9人乗り標準ルーフのみでエンジンは1.6Lサターンで86馬力。ワンボックスカー初の5速MTを採用。
- 1980年6月 - 4G62型 1.8Lシリウス100馬力のスターワゴン1800を追加。全車ハイルーフ仕様で電動サンルーフも設定。
- 1981年10月 - XLスーパーに2、3列目対座シートを標準装備。またATも設定。
- 1982年10月 - 4WDを追加。このモデルはフォルテのシャシにデリカのボディを組み合わせたもので、大径タイヤが装着され最低地上高も高い。既存モデルはマイナーチェンジでヘッドランプが丸形2灯から角形2灯となり、1.8L車はフロアシフト化で8人乗りとし、ロングボデーの4列シート10人乗りと2.3Lディーゼルを追加。
- 1983年11月 - 4WDは2.0Lの4G63Bに変更。セカンドシートを2人掛けのキャプテンシートとしたエクシードを2WD/4WDそれぞれに追加。
- 1984年2月 - 4WDに4D55型2.3Lターボディーゼルを追加。
- 1985年 - 後のモデルでも定番となる冬季限定特別仕様車「シャモニー」が初めて設定される。

## 2代目（1986年 - 2013年）
3代目デリカの乗用モデル
標準とロングの2種類のホイールベースに、平屋根のエアロルーフかハイルーフが組み合わされる。ワゴン2WDには、ハイルーフに多くのサンルーフを追加したクリスタルライトルーフを設定、世界初の電動サンシェードも備わる。バンとワゴンの4WDは全高を小型車枠に収める関係でエアロルーフのみ、ワゴン4WDは標準ボディのみでのスタート。バンはスライドドアを両側に持つ。
エンジンのラインナップは、2.0Lと2.5L（デリカ初の3ナンバー）ガソリンと、ターボ付き85馬力の4D56型2.5Lディーゼル（バンは従来と同じ1.4Lと1.6Lのガソリン、自然吸気76馬力とターボ付き85馬力の2.5L 4D56型ディーゼル）。
- 1986年6月 - フルモデルチェンジ。
- 1987年9月 - 2WDエクシードのバンパーを大型化し、アルミホイールを標準装備。
- 1988年9月 - マイナーチェンジ。フロントにスリーダイヤマークが付く。4WDディーゼル車にATを追加。
- 1989年8月 - 一部改良。2.4Lガソリン車を追加。また4WDにもハイルーフとクリスタルライトルーフを設定。以降、このルーフ形状がスターワゴンの販売の中心となる。2WDと4WDエクシードのガソリン車は排気量が2.0Lから2.4Lになり、パワー不足がやや解消された。
- 1989年10月 - 特別仕様車「シャモニー」を設定。2.5L ディーゼルターボGLX（エアロルーフ/ハイルーフ）をベースに専用内外装、専用装備のスキー仕様車。
- 1990年2月 - 特別仕様車「リンクス」を設定。
- 1990年9月 - マイナーチェンジ。ヘッドランプのロービームのみ異形プロジェクターに変更し、ガーニッシュも追加されて顔つきが変わった。同時にエクセーヌ生地の内装とカラオケ機能付きオーディオを備えた最上級グレードのスーパーエクシードを追加。セカンドシートはキャプテンシートの7人乗り。
- 1990年10月 - 特別仕様車「シャモニー」を設定。
- 1991年8月 - 一部改良。MTのみの設定だった4WD2.4Lガソリン車にATを追加。また、安全対策として全グレードにサイドインパクトビームやハイマウントストップランプなどが装備される。
- 1991年10月 - 特別仕様車「シャモニー」を設定。
- 1992年8月 - 一部改良。4WDエクシードにアルミホイールを標準装備。バックドアのエンブレムを「MMC」から「MITSUBISHI」に変更。
- 1992年10月 - 特別仕様車「シャモニー」を設定。
- 1993年2月 - 特別仕様車「ジャスパーエアロルーフ」「ジャスパーハイルーフ」を設定。夏期の特別仕様車として後のモデルでも定番となる「ジャスパー」が初めて設定された。
- 1993年6月 - 一部改良。2WDにスーパーエクシードを追加。エアコンの冷媒がR134aに変更（従来はR12）。4WDエクシードに寒冷地仕様とLSDを標準装備。GLXにストライプデカールを装備。
- 1993年10月 - 特別仕様車「シャモニー」を設定。
- 1994年1月 - 特別仕様車「ジャスパー」を設定。
- 1994年5月 - 一部改良。デリカスペースギアの登場に伴い、スターワゴンは廉価帯グレードのGLXとXのみに縮小（後にシャモニー、アクティブワールド、ジャスパーの特別仕様モデルが追加される）。パワーウインドウスイッチの形状、運転席ヘッドレストの形状を変更、エンブレム類が非装着となる。
- 1995年8月 - 一部改良。2.5Lターボディーゼルエンジンが「平成6年排出ガス規制」に適合。バリエーションも変更し、4WDのGLXハイルーフ、GLXエアロルーフと2WDのXハイルーフに整理。
- 1996年1月 - 特別仕様車「GLX リミテッドエディション」を設定。
- 1996年9月 - 特別仕様車「アクティブワールドウィンタースペシャル」を設定。
- 1997年10月 - マイナーチェンジ。フロントバンパーおよび、クリアランス＆ターンシグナルランプの形状変更(従来型2WDのフロントバンパーを4WDにも使用)、エアバッグの標準装備、フロントウインドシールドの取り付け方など細部を変更。
- 1999年 - 日本国内における生産を終了、以降は在庫のみの販売。
- 2004年 - 日本国内における在庫販売終了。デリカの乗用モデルはスペースギアに移行し、商用モデルは他社（マツダ→日産自動車）製のOEM車となり、デリカシリーズの乗用モデルと商用モデルはそれぞれ異なる系譜を辿ることになる。
- 2013年 - 3代目デリカシリーズの日本での輸出向け生産が終了。以降は台湾のCMC(中華汽車)でのみ生産。

なお販売当時はRVブームの最中であったため、中古市場ではグリルガードが装着された前期型から中期型の個体が圧倒的に多い。

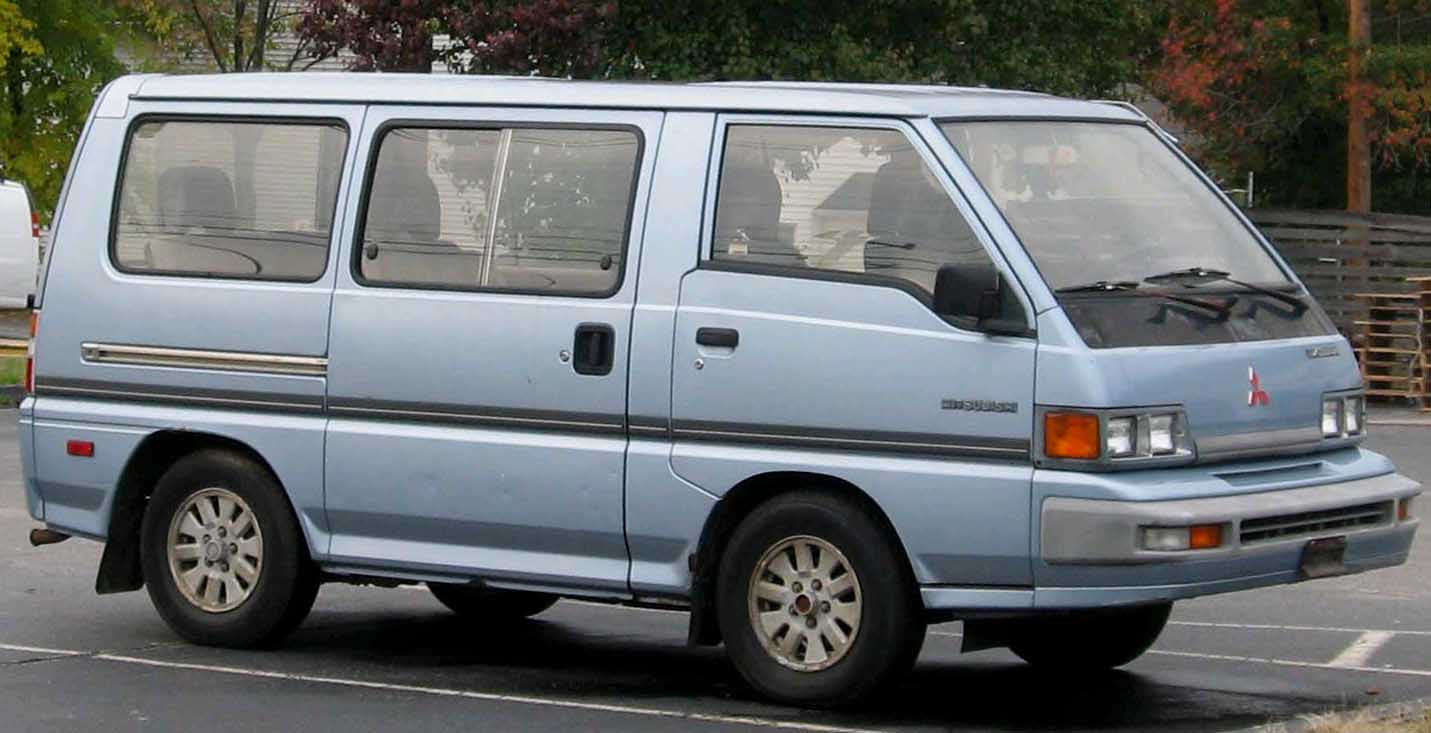
輸出向けL300 スターワゴン2WD標準ボディーに相当
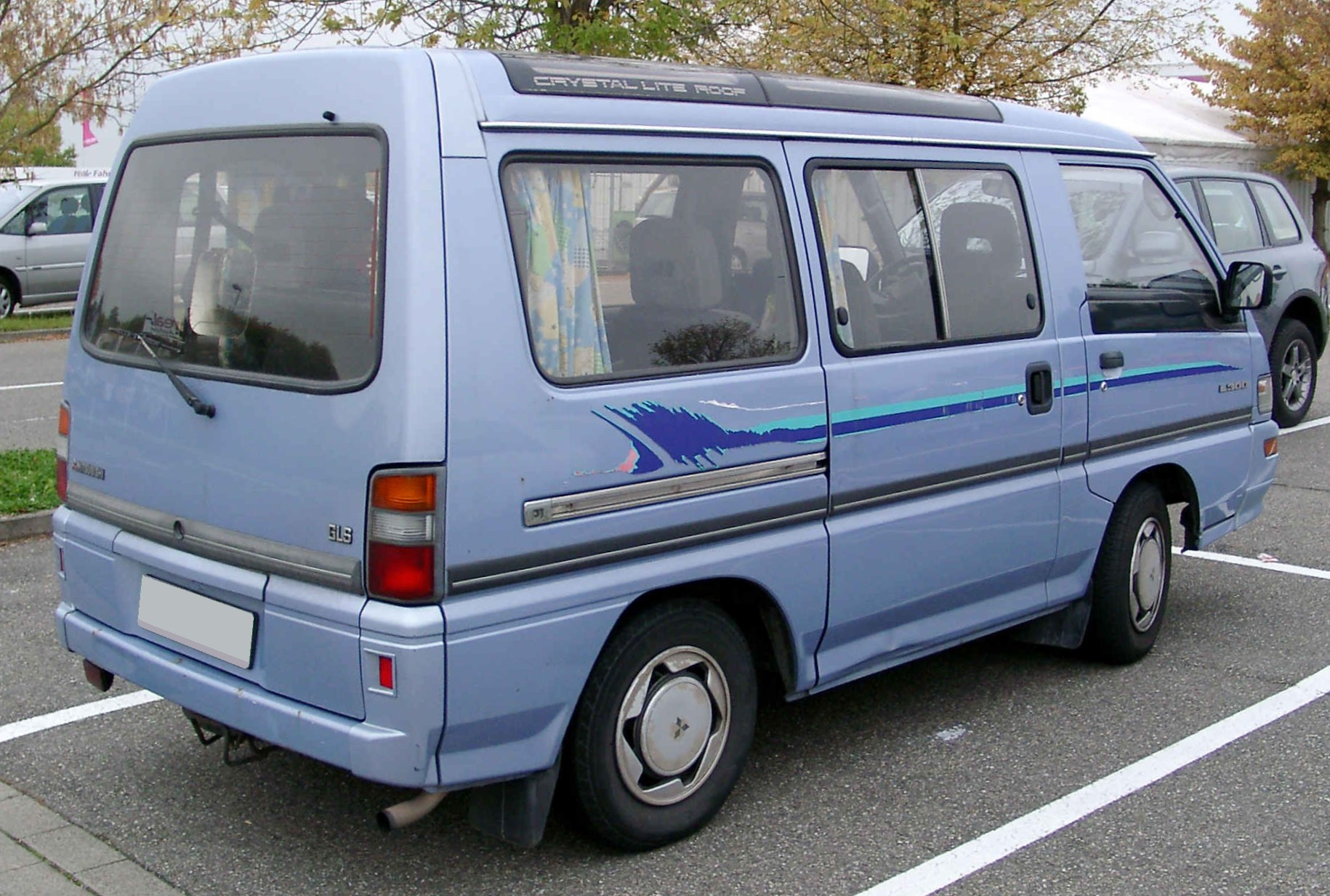
三菱・L300 GLS

## 年間販売
| 1997 | 9,394 |
| 1998 | 6,329 |
| 1999 | 1,973 |
| 2000 | 21    |
| 2001 | 2     |
| 2002 | 1     |
| 2003 | -     |
| 2004 | 1     |
| 2005 | -     |

(sources: 
Facts & Figures 2002, Facts & Figures 2005,Facts & Figures 2006,Mitsubishi Motors website)

## 車名の由来
- 「デリカ」の語源は、delivery（運ぶ・配達する）+car（車）から造語であり、「スターワゴン」は「みんなに愛されるワゴン車でありたい」という意味合いを込めて名づけられた。
- 特別仕様である「シャモニー（CHAMONIX）」はフランス・アルプスのリゾート地、シャモニー＝モン＝ブランに、「ジャスパー(Jasper)」はカナダ・カナディアン・ロッキーのジャスパー国立公園に由来。